# Angerona purpurascens
Angerona purpurascens là một loài bướm đêm trong họ Geometridae.